# Alamgir Hill
Alamgir Hill és un cim de les muntanyes Assia a Orissa, Índia. A una altura de prop de 800 metres hi ha una mesquita construïda el 1719 per Shuja al-Din, governador d'Orissa per compte del nabab Murshid Quli Jafar Khan, i que posseeix les terres de la rodalia.